# Trixoscelis curvata
Trixoscelis curvata is een vliegensoort uit de familie van de afvalvliegen (Heleomyzidae). De wetenschappelijke naam van de soort is voor het eerst geldig gepubliceerd in 1993 door Carles-Tolra.